# Bawag PSK
Bawag PSK est une banque autrichienne basée à Vienne.

## Histoire
Elle est issue en octobre 2005 de la fusion entre Bawag et PSK. En 2006, Bawag PSK, qui appartenait par la fédération du commerce OeGB, est acquis par Cerberus pour 3,2 milliards d'euros.
En juillet 2017, Bawag PSK annonce l'acquisition de Suedwestbank, une banque privée basé à Stuttgart et ayant 650 employés. Au moment de cette acquisition, Bawag PSK a près de 2 millions de clients pour 40 millions d'actifs gérés. Bawag PSK est alors détenue à 52 % par Cerberus et à 40 % par GoldenTree Asset Management.